# 神戸市立水木小学校
神戸市立水木小学校（こうべしりつ みずきしょうがっこう）は、兵庫県神戸市兵庫区水木通9丁目にある公立小学校。

## 沿革
- 1918年（大正7年） - 中道・大開第一・第二の各尋常小学校より分離し、水木尋常小学校として開校。
- 1920年（大正9年） - 水木尋常高等小学校と改称し、高等科を併設。一部児童を御蔵尋常小学校へ分離。
- 1923年（大正12年） - 西野尋常小学校廃校に伴い、児童を一部編入。
- 1924年（大正13年） - 一部児童を室内尋常小学校へ分離。
- 1926年（大正15年） - 高等科を廃止し、男子生徒は兵庫小学校へ、女子生徒は明親高等小学校へ転籍。水木尋常小学校と改称。
- 1941年（昭和16年） - 水木国民学校に改称。
- 1944年（昭和19年） - 児童が養父郡3村へ学童疎開。
- 1945年（昭和20年）3月17日 - 神戸大空襲により、校舎被災。
- 1947年（昭和22年） - 神戸市立水木小学校と改称。中道国民学校で授業再開。
- 1954年（昭和29年） - 北校舎竣工。全児童が水木小学校に復帰。
- 1955年（昭和30年） - 運動場整備完了。運動場から市営住宅退去。
- 1995年（平成7年）
  - 1月17日 - 阪神・淡路大震災。
  - 2月21日 - 二部授業にて授業再開。
- 1996年（平成8年） - 震災避難者、校内から退去完了。
- 1998年（平成10年） - 長野オリンピックの聖火リレー出発場所となる。

## 校区
校区は以下の通り
- 神戸市兵庫区
  - 駅前通1 - 5丁目、駅南通5丁目（3番1～22号・4番）、大開通8 - 10丁目、塚本通8丁目、中道通9丁目、水木通8 - 10丁目、
- 神戸市長田区
  - 一番町1丁目、二番町1丁目、三番町1 - 3丁目

## 進学先中学校
- 神戸市立兵庫中学校

## 校区内の主な施設
- 神戸理容美容専門学校
- 兵庫児童館

## 交通アクセス
- 阪神電気鉄道神戸高速線大開駅から大開通（国道28号）に沿って西へ200m。
- 西日本旅客鉄道（JR西日本）山陽本線兵庫駅から北西へ600m。
- 神戸市バス
  - 6・9・13・96系統 水木小学校前より50m。
  - 4・13・96系統 塚本通8丁目より北へ200m。

## 校区が隣接している学校
- 神戸市立兵庫大開小学校
- 神戸市立会下山小学校
- 神戸市立室内小学校
- 神戸市立御蔵小学校
- 神戸市立明親小学校